# 東山殿御庭
『東山殿御庭』（ひがしやまどのおにわ）は、朝松健による短編小説、また同作を表題とする短編集。一休宗純を主人公とする「ぬばたま一休」シリーズの一作。

## 概略
初出は井上雅彦が監修する書き下ろしアンソロジー「異形コレクション」シリーズの中の1冊「黒い遊園地」（2004年4月20日刊行）。2005年には第58回日本推理作家協会賞短篇部門の候補に選ばれるなど朝松の代表作の1つとなっており、新書判や文庫書き下ろしが多い朝松作品には珍しく、2006年には本作を表題とする短編集がハードカバーで刊行されている。
アンソロジーに付された「黒い遊園地」というタイトルが示すとおり、遊園地ホラーの一作として書かれた作品。しかし、舞台は室町時代であり、「黒い遊園地」の中では異彩を放っている。ブランコの古名である「鞦韆」が怪異の謎を解く鍵として使われており、室町時代を舞台とした歴史ものと遊園地という現代的かつ西洋的なテーマをうまく融合させた物語となっている。また、作中では一休宗純が「やれやれ、応仁の乱の十年は都を焼尽いたしたのみならず、子供から〝しうせん〟の思い出まで取り上げた訳じゃ」と述べるなど、「鞦韆」は「しうせん」と表記されてそれが何を意味するのかも1つの謎となっている。
なお、表題の「東山殿御庭」とは京都の慈照寺（銀閣）のことである。

## あらすじ
文明19年7月、前将軍足利義政が普請中の東山殿御庭で夜な夜な妖かしが現れ問題となっていた。時の管領畠山政長は前管領の子細川政元の「怪異の現れる場所が、八代将軍義政公の陣頭指揮される東山殿御庭とあれば、他の落書や流言蜚語のごとく奉行人などに処理を任せる訳にはまいるまい」という意見に押される形で自ら問題処理に当たることとなり、比叡・高野の両山が二の足を踏んだこともあって臨済宗の禅師一休宗純に助けを請うこととなった。
7月19日、政長が一休が住持を務める酬恩庵に使いを出すと、その日の夕方近くにはもう一休が森侍者を伴って東山殿の会所に現れた。決して近くはない山城国の薪荘から事によると90過ぎではないかと思われる老体を押して。しかも、その日は酷い雨にも拘わらず、僧衣はいささかも濡れておらず、胡坐を組んだ足もたった今洗ったばかりのごとく清潔だった。「さすがは噂の禅師、これも何十年もの苦行の賜物か」と感心する政長だったが……。
政長から事の次第を聞いた一休が普請中の庭に出ると、そこには義政の御用作庭師善阿弥がおり、手には1枚の絵図面を持っていた。それは初代善阿弥が義政の指示で引いた東山殿御庭の絵図面だった。絵図面には「しう」という2文字が走り書きされていた。一休は長政に義政が御庭普請に執着するようになった経緯を聞いた上で、やはり義政が普請した新花の御所の絵図面と高倉御所の絵図面を手がかりにそれが「しうせん」を意味することを突き止めた。森侍者は「なるほど、〝しうせん〟を設けたのでございましたか」と得心するものの、政長はそんな言葉を耳にするのは、生れて初めてだという。これには一休は「やれやれ、応仁の乱の十年は都を焼尽いたしたのみならず、子供から〝しうせん〟の思い出まで取り上げた訳じゃ」と嘆息することしきり。そして、こう言うのだった、「七月二十一日は、先代義勝公――義政公の兄君の四十三年目の祥月命日じゃ。……二十一日より三日間、改元の儀のために内裏に泊りがけとなる義政公が、心行くまで〝しうせん〟を楽しまれるのは、今夜しかござるまい」。東山殿御庭に「放下著」という大喝が轟いたのはその夜だった……。
それから5日ほどして政長は酬恩庵を訪ねた。しかし、応対に現われた住持は一休ではなかった。住持によると一休は6年も前に入寂したという。さらに案内された寺庭では旅の傀儡女だという女と子供が遊んでおり、栗の樹の長い枝に2本の縄を掛け、1本の板で結んだ遊具が揺れていた。板に乗った子供の揺れる姿は、東山殿御庭に現われた妖かしの動きそのものだった。「あれは」。そう問う政長に住持は「近頃はすっかり見なくなりましたな」と言って、手近の枯れ枝を取って地面に見たこともない文字を書いていった。それは「鞦韆」と読めた。すなわち、今日でいうブランコの謂であったという。

## 登場人物
一休宗純
大徳寺で学んだ高名な禅僧。奇行な振る舞いをすることでも知られている。朝松健の室町シリーズではさまざまな怪異に遭遇している。今回も管領畠山政長に助けを請われて東山殿御庭に森侍者と供に現れる。
森侍者
一休の供をする女性。本作に登場するのは盲目ではなく観音像のような女性。
畠山政長
時の管領。東山殿御庭で続くあやかし退治のため、一休に助けを請う。
足利義政
前将軍。直接登場しているわけではないが、騒動の発端となった東山殿の普請を考えた人物。東山文化を担った人物には間違いないが、この作品の中では、御庭造りに異常な関心を持っている人物として一休には扱われている。
善阿弥
山水河原者として知られる作庭師。初代は足利義政の同朋衆に取り立てられ、初代没後は2代目が作庭の指揮を執っている。

## 短編集
2006年6月29日刊行。「異形コレクション」シリーズに収録されている作品を集めたもの。すべて主役は一休である。
- 「尊氏膏」 - 『蒐集家（コレクター）』収録。2004年8月刊行。
- 「邪笑う闇」 - 『獣人』収録。2003年3月刊行。収録時は「邪笑ふ闇」。
- 「甤（ずい）」 - 『アジアン怪綺（アジアンゴシック） 』収録。2003年12月刊行。
- 「應仁黄泉圖」 - 『魔地図』収録。2005年4月刊行。収録時は「応仁黄泉圖」
- 「東山殿御庭」 - 『黒い遊園地』収録。2004年4月刊行。

なお、2018年には上記5編に書き下ろしの新作「朽木の花」を加えた『朽木の花〜新編・東山殿御庭』が刊行されている。

## 書誌情報
- 井上雅彦監修 『黒い遊園地』 光文社文庫、2004年4月20日、ISBN 4-334-73674-2
- 朝松健 『東山殿御庭』 講談社、2006年6月29日、ISBN 4-06-213482-9
- 朝松健 『朽木の花〜新編・東山殿御庭』 アトリエサード、2018年11月29日、ISBN 978-4-88375-333-8